# FC Tokyo 2011
Questa voce raccoglie le informazioni riguardanti il FC Tokyo nelle competizioni ufficiali della stagione 2011.

## Stagione
Ampliata la rosa con dei giocatori brasiliani, il FC Tokyo iniziò bene la stagione portandosi immediatamente nelle posizioni alte della classifica. Superato un lieve calo di rendimento nella seconda parte del girone di andata, il FC Tokyo riprese la regolare andatura recuperando posizioni e prendendo il comando definitivo della classifica al ventiquattresimo turno. Ottenuta la promozione con due giornate di anticipo, al termine della stagione la squadra partecipò alla Coppa dell'Imperatore in cui giunse sino alla finale contro il Kyoto Sanga, vincendo per 4-2 dopo i tempi supplementari.

## Divise e sponsor
Le maglie, prodotte dall'Adidas, recano lo sponsor Tokyo Gas e, sulla parte anteriore, Lifeval.
| Manica sinistra · Manica sinistra · Maglietta · Maglietta · Manica destra · Manica destra · Pantaloncini · Pantaloncini · Calzettoni · Calzettoni | Manica sinistra · Manica sinistra · Maglietta · Maglietta · Manica destra · Manica destra · Pantaloncini · Pantaloncini · Calzettoni · Calzettoni |  |

## Rosa
| N. |                     | Ruolo | Calciatore       |
| -- | ------------------- | ----- | ---------------- |
| 1  | Giappone (bandiera) | P     | Hitoshi Shiota   |
| 2  | Giappone (bandiera) | D     | Yūhei Tokunaga   |
| 3  | Giappone (bandiera) | D     | Masato Morishige |
| 4  | Giappone (bandiera) | D     | Hideto Takahashi |
| 6  | Giappone (bandiera) | D     | Yasuyuki Konno   |
| 7  | Giappone (bandiera) | C     | Takuji Yonemoto  |
| 9  | Brasile (bandiera)  | A     | Roberto César    |
| 10 | Giappone (bandiera) | C     | Yōhei Kajiyama   |
| 11 | Giappone (bandiera) | A     | Tatsuya Suzuki   |
| 13 | Giappone (bandiera) | A     | Sōta Hirayama    |
| 14 | Giappone (bandiera) | C     | Hokuto Nakamura  |
| 15 | Giappone (bandiera) | D     | Daishi Hiramatsu |
| 16 | Brasile (bandiera)  | C     | Roberto          |
| 17 | Brasile (bandiera)  | A     | Pedro Júnior     |
| 18 | Giappone (bandiera) | C     | Naohiro Ishikawa |

| N. |                     | Ruolo | Calciatore         |
| -- | ------------------- | ----- | ------------------ |
| 19 | Giappone (bandiera) | C     | Yōhei Ōtake        |
| 20 | Giappone (bandiera) | P     | Shūichi Gonda      |
| 21 | Giappone (bandiera) | P     | Ryotaro Hironaga   |
| 22 | Giappone (bandiera) | C     | Naotake Hanyū      |
| 26 | Giappone (bandiera) | D     | Takumi Abe         |
| 27 | Giappone (bandiera) | C     | Sōtan Tanabe       |
| 29 | Giappone (bandiera) | D     | Kazunori Yoshimoto |
| 30 | Giappone (bandiera) | A     | Daiki Takamatsu    |
| 31 | Giappone (bandiera) | P     | Satoshi Tokizawa   |
| 32 | Giappone (bandiera) | C     | Kazumasa Uesato    |
| 33 | Giappone (bandiera) | D     | Kenta Mukuhara     |
| 34 | Giappone (bandiera) | D     | Tomokazu Nagira    |
| 35 | Giappone (bandiera) | C     | Kohei Shimoda      |
| 39 | Giappone (bandiera) | C     | Tatsuya Yazawa     |

## Statistiche

### Statistiche di squadra
| Competizione          | Punti | Totale | Totale | Totale | Totale | Totale | Totale | DR  |
| Competizione          | Punti | G      | V      | N      | P      | Gf     | Gs     | DR  |
| --------------------- | ----- | ------ | ------ | ------ | ------ | ------ | ------ | --- |
| J. League Division 2  | -     | 38     | 23     | 8      | 7      | 67     | 22     | +45 |
| Coppa dell'Imperatore | -     | 6      | 6      | 0      | 0      | 13     | 3      | +10 |
| Totale                |       | 44     | 29     | 8      | 7      | 80     | 25     | +55 |